# Vor dem Regen
Vor dem Regen (Originaltitel: Before the Rain) ist ein Filmdrama von Milčo Mančevski aus dem Jahr 1994. Es entstand in britisch-mazedonisch-französischer Ko-Produktion.

## Handlung
Der Film ist in drei Teile gegliedert, die Handlung spielt sich vor dem Hintergrund der Jugoslawienkriege und der Spannungen zwischen muslimischen Albanern und christlichen Mazedoniern in Mazedonien ab. Er beginnt in Mazedonien, wo der alte Mönch Vater Marko den jungen Bruder Kiril, der ein Schweigegelübde abgelegt hat, aus dem Klostergarten abholt. Er bringt ihn zurück ins Kloster, da es bald regnen werde, so habe der Regen im Tal bereits eingesetzt.

### 1) Words
Die Mönche des mazedonisch-orthodoxen Klosters beten, Kinder spielen außerhalb des Klosters mit Munition. Als sich Kiril in seiner Kammer schlafen legen will, findet er in seinem Bett eine junge Frau vor. Es handelt sich um die muslimische Albanerin Zamira, die kurz zuvor einen mazedonischen Schäfer – ein Christ – getötet haben soll und nun von den Mazedoniern gesucht wird. Kiril verrät die Frau nicht. Am nächsten Morgen findet unweit des Klosters die Bestattung zweier Männer statt; aus der Ferne beobachtet eine Britin das Geschehen und ist entsetzt. Kurze Zeit später stört eine Gruppe Mazedonier das Morgengebet der Mönche. Die Männer, darunter der Bruder des Toten Zdrave, Mitre, suchen Zamira, die sich im Kloster aufhalten soll. Gegen den Willen der Mönche werden die Räume durchsucht, doch das Mädchen ist verschwunden. Erst nachts kehrt Zamira in Kirils Zelle zurück, wo die Mönche sie am nächsten Morgen finden. Kiril muss zur Strafe das Kloster verlassen und geht mit Zamira; beide können sich aufgrund der unterschiedlichen Sprache nicht verständigen, doch verspricht Kiril, mit ihr zu seinem Bruder nach Skopje zu gehen und von dort zu seinem Onkel in London, der Fotograf sei. Kurze Zeit später werden beide von Zamiras Großvater und anderen Familienangehörigen eingeholt. Zamira gibt an, dass Kiril sie liebt. Als er als Christ fortgeschickt wird, rennt sie ihm nach und wird dabei von ihrem eigenen Bruder erschossen.

### 2) Faces
In London erfährt Anne, Redakteurin in einer Fotoagentur, dass sie schwanger ist. Sie will sich von ihrem Mann Nick trennen, da sie eine Affäre mit dem erfolgreichen Kriegsfotografen und Pulitzer-Preisträger Aleksandar begonnen hat. Der erscheint überraschend von einem zweiwöchigen Fotoeinsatz in Bosnien und ist verändert. Er gesteht ihr, in Bosnien getötet zu haben. Sie ist entsetzt und weint. Als er sie bittet, mit ihm in seine Heimat Mazedonien zu kommen, lehnt sie ab. Er reist allein. Sie erhält kurze Zeit später einen Anruf von Kiril, der Alexander sprechen will. Sie teilt ihm mit, dass Alexander abgereist sei. Wenig später trifft sie sich mit Nick in einem noblen Restaurant. Sie berichtet ihm, von ihm ein Kind zu erwarten, macht ihm aber gleichzeitig klar, dass sie die Scheidung will, auch wenn sie noch Gefühle für ihn habe. Unterdessen eskaliert im Restaurant eine Auseinandersetzung zwischen einem osteuropäischen Gast und einem Kellner. Zunächst schlagen sich beide; der Gast kommt kurz darauf ins Restaurant zurück und schießt um sich. Dabei werden der Kellner, aber auch Nick getötet.

### 3) Pictures
Aleksandar ist in Mazedonien angekommen, das er seit 16 Jahren nicht mehr besucht hat. Er kommt in sein Heimatdorf, sein Haus von einst ist verfallen. Am nächsten Morgen wird er von seinem Cousin Zdrave begrüßt und trifft auch auf seinen Cousin Mitre. Gemeinsam feiert sie mit der Familie das Wiedersehen. Trotz Warnung seiner Familie sucht Aleksandar seine frühere Schulkameradin und große Liebe Hana auf, die Albanerin ist und daher im muslimischen Teil des Dorfes lebt, das von den Mazedoniern gemieden wird. Zwar wird er im Haus von Hanas Vater Willkommen geheißen, doch ist die Stimmung kühl. Hanas Sohn droht, Aleksandar zu töten. Im späteren Gespräch mit einem Tierarzt, der Schäfer Zdrave bei der Geburt diverser Schafskälber hilft, zweifelt Aleksandar daran, dass der Krieg aus anderen Balkanstaaten auch nach Mazedonien und damit in sein Dorf kommen wird. Der Arzt macht pessimistisch deutlich, dass die Einwohner schon einen Grund finden werden. An Anne schreibt Aleksandar später per PC über seinen „Mord“: Da er in Bosnien keine drastischen Kriegsbilder schießen konnte, brachte ein Gefängniswärter vor seiner Kamera für ihn einen Häftling um und er nahm den Mord auf. Nun zerreißt Aleksandar desillusioniert die Fotos. Kurz darauf erreicht ihn die Nachricht, dass sein Cousin Zdrave von einer jungen Albanerin getötet wurde. Er weigert sich dennoch, mit Mitre und den anderen auf die Jagd nach der jungen Frau zu gehen. In der Nacht erscheint Hana in seinem Zimmer und bittet ihn, ihr zu helfen, sei die Täterin Zamira doch ihre Tochter. Aleksandar, von Hana der Untätigkeit bezichtigt, begibt sich zu Mitre und holt Zamira aus ihrem Gewahrsam, um sie der ordentlichen Gerichtsbarkeit zu übergeben. Als er mit ihr davongeht, wird er hinterrücks von seinen Verwandten erschossen. Zamira wiederum flieht zum Kloster, während es im Tal zu regnen beginnt und Vater Marko Kiril aus dem Klostergarten abholt.

## Produktion

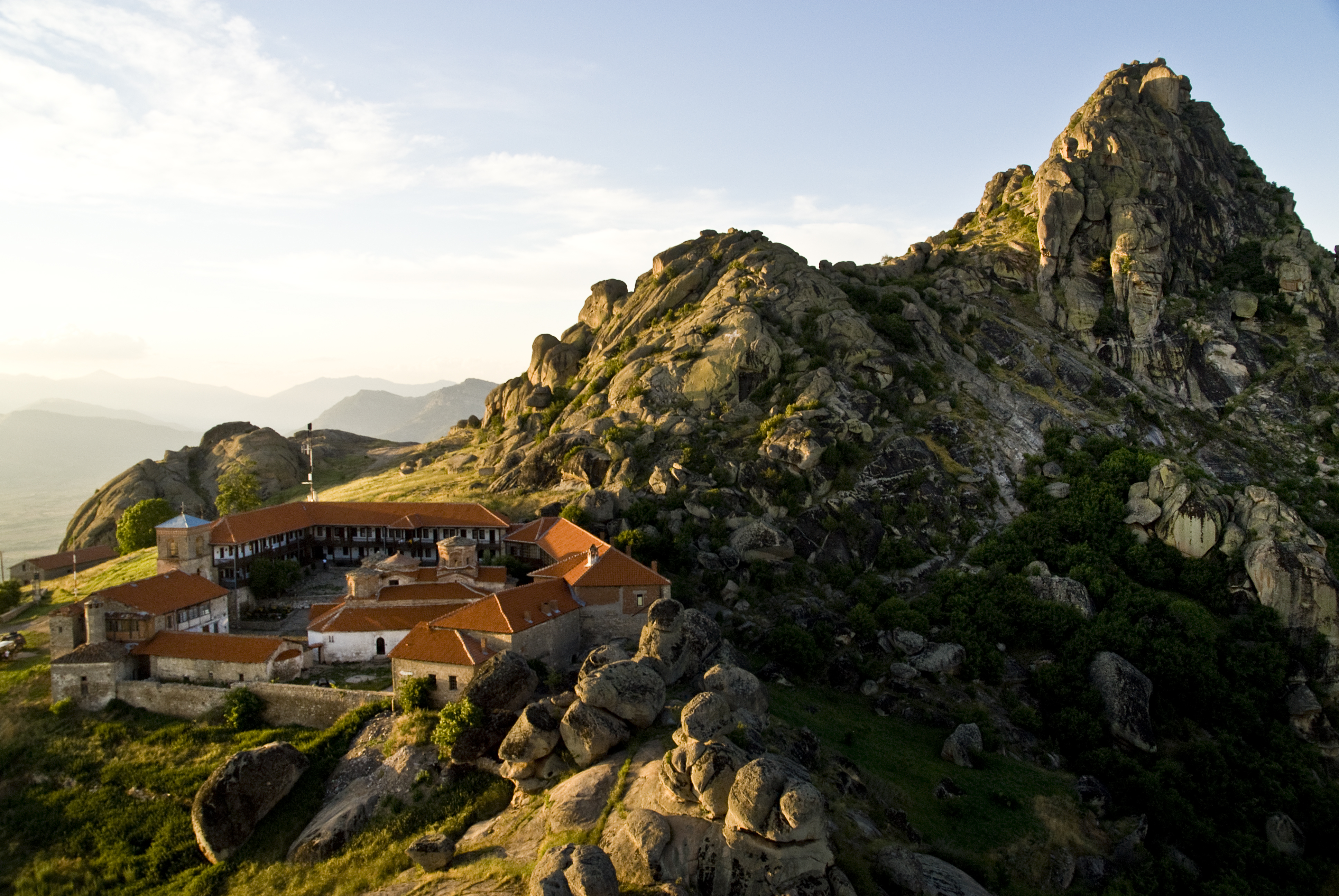
Kloster Treskavec, ein Drehort des Films

Vor dem Regen war das Spielfilmdebüt von Regisseur Milčo Mančevski. Der Film wurde 1993 in Mazedonien, darunter in und um Skopje und Ohrid, sowie in London gedreht. Bei dem Kloster im Film handelt es sich um das Kloster Treskavec am Hang des Berges Zlatovrv unweit der Stadt Prilep. Kurz vor Ende der Außenaufnahmen in Mazedonien wurde das Land offiziell als unabhängiger Staat anerkannt. Die Produktionskosten des Films beliefen sich auf rund vier Millionen Dollar, die durch Polygram Classics London und Noe Productions Paris aufgebracht wurden. Die mazedonische Vardar Film unterstützte den Dreh unter anderem mit Technik, Crew und Statisten.
Die Kostüme schufen Caroline Harris und Sue Yelland, die Filmbauten stammten von Sharon Lomofsky und David Munns. Unter den Fotografien, die Anne in ihrer Agentur durchschaut, sind Werke bekannter Kriegsfotografen, darunter von Luc Delahaye (Child with I on Forehead). Der Film gedenkt im Abspann Abdurrahman Shala, der im Film den Zekir spielt und 1994 verstarb.
Vor dem Regen erlebte am 1. September 1994 auf den Internationalen Filmfestspielen von Venedig seine Premiere. Am 28. September 1995 kam er in die deutschen Kinos, wobei er untertitelt gezeigt wurde, lief am 28. Mai 1996 auf premiere erstmals im deutschen Fernsehen und erschien am 4. März 1996 auch auf Video.

## Erzählform
Der Film ist in die drei Segmente Words, Faces und Pictures (Worte, Gesichter, Bilder) unterteilt. Die Teile beziehen sich in Details aufeinander, so betrachtet Anne zu Beginn von Teil 2 beispielsweise Fotos, die die Erschießung Zamiras zeigen. Vor Beginn der drei Segmente steht eine kurze Szene, in der Vater Marko Kiril vom Klostergarten abholt. Dabei spricht er den Satz „Time never dies, the circle is not round.“ („Zeit stirbt nie, der Kreis ist nicht rund“), der in allen drei Segmenten vorkommt und sich auch auf die Struktur und die Gesamtaussage des Films bezieht. Diese vollzieht einen Kreis, so scheint das Ende des Films direkt beim Filmbeginn angekommen zu sein.
Der Tod des Fotografen Aleksandar – seine Beisetzung wird zu Beginn des Films gezeigt und auch Anne betrachtet die Szenerie – bleibt bei dem Zirkel als Paradoxon bestehen. Urs Jenny konstatierte, dass der Film „einer Zeit-Reise [gleicht], die sehr merkwürdig vorwärts und rückwärts zugleich zu führen [scheint]“. Roger Ebert bezeichnete die Kreisform als symbolisch, so zeige die Struktur, dass Hass und Blutvergießen so lange weitergehen werden, bis es jemandem gelinge, den Kreis zu durchbrechen. Paradoxien, die sich im Film ergeben, zeigen nach Ansicht des Regisseurs, dass der scheinbare Kreis nicht geschlossen ist, es also einen Ausweg geben kann. Aleksandar, der durch seine Fotografien der Gräuel auch für den Weiterlauf des Zirkels verantwortlich war, entkommt dem Kreislauf erst durch seinen Tod. Die Neue Zürcher Zeitung interpretierte Aleksandars Tod anders: „Wo jeder auf einmal etwas Bestimmtes sein muss, ein Muslim oder ein Christ, ein Albaner oder ein Mazedonier, bleibt für einen, der vieles ist, nur der Ausstieg in den Tod.“ Fragen beispielsweise danach, wer die Fotos von der Tötung Zamiras gemacht hat und wie diese zu Anne nach London gelangen, bleiben bewusst offen.
Andere Filmkritiker sahen neben dem Erzählkreis des Gesamtfilms weitere separate Erzählkreise in jedem Segment, so handle jedes Segment von einem Zusammenspiel von Zeit, Liebe und religiösem Hass, wobei der Hass stets die Liebe zerstöre und nur die Zeit fortlaufe. Mit seiner nichtlinearen Erzählweise gelinge es Mančevski dabei, seinen Film über die spezielle Aussage hinaus zu einer generellen Aussage zu führen und damit zu einer modernen Parabel werden zu lassen.
Andere Kritiker sahen im Film die Weiterentwicklung einer von Quentin Tarantino ins Kino eingebrachten Erzählform: „Milcho Manchevski hat mit ‚Vor dem Regen‘ die von Tarantino in Gang gesetzte Virtualisierung des filmischen Raums weitergetrieben“, so die Neue Zürcher Zeitung. Während die Schauspieler bei Tarantino sich bspw. in Pulp Fiction „in einem erzählerischen Raum-Zeit-Kontinuum wie in einem Computerspiel […] bewegen, also nach Gusto vorwärts, rückwärts und zur Seite“, die Handlungsstränge am Ende jedoch aufgehen, kreiere Mančevski den „‚unmöglichen‘ Erzählraum“, in dem bspw. Zamira lebt, wenn ihr Tod erzählerisch bereits eine Episode zuvor durch Fotos in Annes Agentur belegt wird.

## Kritik
Der film-dienst konstatierte, dass der Film zwar „sichtlich konstruiert und gelegentlich unsicher in der Dosierung der Effekte“ sei, aber dennoch „eindeutig Stellung gegen Gewalt als Mittel der Konfliktlösung“ beziehe. Der Film zeuge „ebenso vom erzählerischen wie vom inszenatorischen Talent seines jungen Regisseurs.“ Roger Ebert lobte den Film als einen der besten Filme des Jahres und als brillantes Filmdebüt. Variety nannte den Film „visuell und erzählerisch atemberaubend“.
Für Cinema war Vor dem Regen ein „poetisches Fanal gegen die Macht des Hasses“. Die Stuttgarter Zeitung nannte ihn einen „zornige[n], bittere[n], verzweifelte[n] und zutiefst humane[n] Film“ und ein Meisterwerk.
„Manchevski hat mit Verweisen, mit symbolhaften Vorausdeutungen und Rückbezügen gearbeitet, die um so dichter und poetischer wirken, als der Film seine leise pazifistische Botschaft nicht linear entwickelt, sondern (buchstäblich) einkreist“, meinte die Neue Zürcher Zeitung. „Er ist so kunstvoll konstruiert, […] dass es beinahe um seine Glaubwürdigkeit geschehen wäre, wenn sich das Artistische immer wieder zu verselbständigen droht“, schrieb Der Tagesspiegel.

## Auszeichnungen (Auswahl)
Auf den Internationalen Filmfestspielen von Venedig gewann Vor dem Regen zahlreiche Preise, darunter den Goldenen Löwen, den UNESCO-Preis, den Premio Pasinetti für den besten Schauspieler (Rade Šerbedžija), den FIPRESCI-Preis und den Publikumspreis. Im Vorfeld hatte es griechische Proteste aufgrund der Teilnahme des Films gegeben, der als mazedonischer Beitrag auf dem Festival lief. Griechenland hatte zu dem Zeitpunkt Mazedonien noch nicht als unabhängigen Staat anerkannt.
Auf dem São Paulo International Film Festival wurde der Film 1994 mit dem Publikumspreis ausgezeichnet; Regisseur Mančevski gewann ebenfalls 1994 auf dem Internationalen Filmfestival von Stockholm den Preis für das Beste Regiedebüt. Im Jahr 1995 wurde Vor dem Regen für einen Oscar in der Kategorie Bester fremdsprachiger Film nominiert. Milčo Mančevski gewann bei der Verleihung des David di Donatello einen Spezialpreis.
Bei den Independent Spirit Awards 1996 gewann der Film den Preis in der Kategorie Bester internationaler Film und erhielt im selben Jahr auch einen Guldbagge als Bester ausländischer Film.